# 萨维尼亚克莱塞格利斯
萨维尼亚克-莱塞格利斯（法語：Savignac-les-Églises，法語發音：[saviɲak lez‿eɡliz]）是法国多尔多涅省的一个市镇，位于该省中东部，属于佩里格区。

## 地理
萨维尼亚克-莱塞格利斯（45°16'27"N, 0°54'58"E）面积21.9 平方千米，位于法国新阿基坦大区多爾多涅省，该省份为法国西南部内陆省份，是法國本土面积第三大的省，大致对应佩里戈尔地区，北起顺时针与夏朗德省、上维埃纳省、科雷兹省、洛特省、洛特-加龙省、吉倫特省和滨海夏朗德省接壤。
与萨维尼亚克-莱塞格利斯接壤的市镇（或旧市镇、城区）包括：圣若里拉布卢、伊勒河畔圣樊尚、库洛尔、马亚克、屈布雅克-欧韦泽尔-瓦勒当斯、伊勒河畔萨利亚克、佩里戈尔地区索尔日和利格。
萨维尼亚克-莱塞格利斯的时区为UTC+01:00、UTC+02:00（夏令时）。

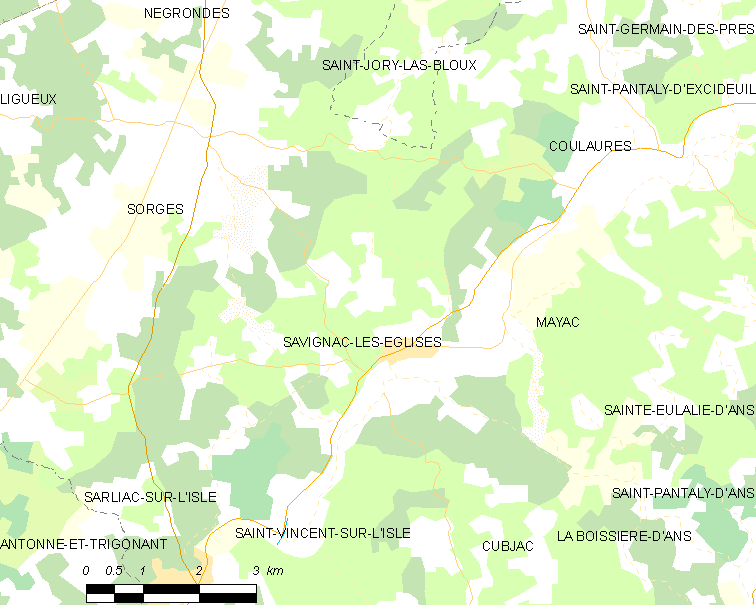
萨维尼亚克-莱塞格利斯的OSM定位图

## 行政
萨维尼亚克-莱塞格利斯的邮政编码为24420，INSEE市镇编码为24527。

## 政治
萨维尼亚克-莱塞格利斯所属的省级选区为伊勒-卢-欧韦泽尔县。

## 人口
萨维尼亚克-莱塞格利斯于2022年1月1日时的人口数量为947人。

1962-2008年间萨维尼亚克-莱塞格利斯人口变化图示